# 上高県
上高県（じょうこう-けん）は中華人民共和国江西省宜春市に位置する県。

## 行政区画
- 街道:敖陽街道、錦陽街道
- 鎮:田心鎮、徐家渡鎮、錦江鎮、泗渓鎮、翰堂鎮、南港鎮、敖山鎮、新界埠鎮、蒙山鎮
- 郷:芦洲郷、塔下郷、鎮渡郷、野市郷、墨山郷

## 交通

### 道路
- 高速道路
  - 大広高速道路
  - S38 昌栗高速道路
- 国道
  - G320国道